# Всеукраїнська літературна премія імені Олександра Олеся

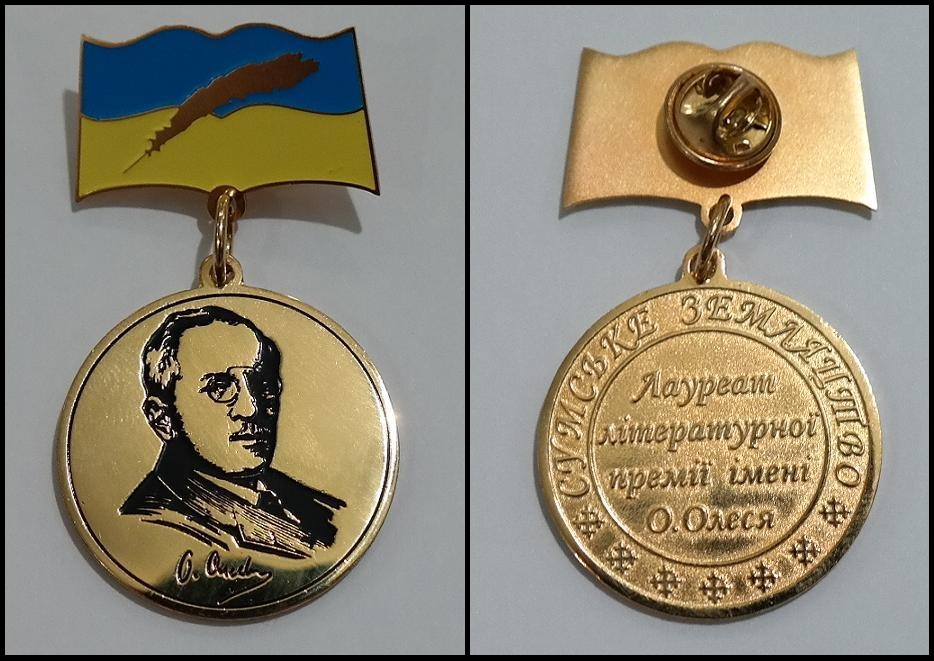
Почесний знак Всеукраїнської літературної премії імені Олександра Олеся

Всеукраїнська літературна премія імені Олександра Олеся заснована у 2002 році Сумським земляцтвом в місті Києві на честь неперевершеного українського лірика, який народився в Білопільському районі Сумської області, — Олександра Олеся.
Премію присуджують щорічно за україномовні поетичні книжки лірики, що вийшли не раніше як за три роки до присудження й не пізніше як за три місяці до 1 листопада поточного року.
Премія має диплом, нагрудний знак та грошову винагороду (загальна грошова винагорода становить 3000 грн).
Вік не обмежений.
Висування книг на здобуття літературної премії імені Олександра Олеся відбувається шляхом внесених пропозицій від творчих спілок, громадських організацій, колективів або шляхом самовисунення.
Необхідні матеріали: автобіографія, заява про самовисунення або подання від організації та три примірники книжки.
Документи про висунення кандидатів на Премію та три примірники книжки приймаються Радою земляцтва до 5 листопада. 
Нагородження здійснюється до дня народження Олександра Олеся — 4 грудня.

## Лауреати
Від часу заснування Премії імені Олександра Олеся її першими лауреатами стали Ніна Гавриленко та Володимир Гнатюк (2002), відомі українські поети-лірики: Людмила Овдієнко, Юрій Назаренко, Олекса Ющенко, Олександр Вертіль, Юлія Манойленко, Микола Гриценко, Антонія Цвіт, Олександр Міщенко,  Володимир Мордань, Василь Довжик, Микола Петренко, Валерій Бойченко, Михайло Пасічник, Лілія Золотоноша, Степан Дупляк, Олександр Мороз, Наталія Горішна, Наталя Матюх, Людмила Солончук, Михайло Шевченко та інші.